# Sufetula hemiophthalma
Sufetula hemiophthalma là một loài bướm đêm trong họ Crambidae.